# Kanton Moustiers-Sainte-Marie
Kanton Moustiers-Sainte-Marie (franc. Canton de Moustiers-Sainte-Marie) – kanton w okręgu Digne-les-Bains w departamencie Alpy Górnej Prowansji (franc. Alpes-de-Haute-Provence) w regionie Prowansja-Alpy-Lazurowe Wybrzeże (franc. Provence-Alpes-Côte d’Azur). W jego skład wchodzi 3 gminy:
- Moustiers-Sainte-Marie
- La Palud-sur-Verdon
- Saint-Jurs[2]

W kantonie w 2012 roku zamieszkiwało 1 168 osób.